# Gladiator Begins
Gladiator Begins (剣闘士 グラディエータービギンズ?, Kentōshi Guradiētā Biginzu) è un videogioco di ruolo d'azione sviluppato dalla GOSHOW e pubblicato in Giappone dalla Acquire il 14 gennaio 2010 e nel Nord America dalla Aksys Games il 14 settembre 2010. Esclusivo per la PlayStation Portable, è il sequel di Colosseum: Road to Freedom, gioco del 2005 per PlayStation 2.

## Ambientazione
Il gioco è ambientato ai tempi della morte dell'Imperatore di Roma Marco Aurelio. Con il trono diviso tra il figlio Commodo e il generale Cassio, il giocatore impersona un gladiatore che si farà strada nel Colosseo.

## Modalità di gioco
Come videogioco d'azione che incorpora elementi RPG, il gioco permette al giocatore di combattere negli incontri e ottenere Action Points, o Punti Azione, con i quali migliorare la propria vitalità, forza e resistenza. Il giocatore inizia creando un gladiatore tutto suo, scegliendone il sesso, la forma corporea, l'etnia e i tratti facciali, per poi iniziare il gioco sotto lo schiaffo del suo lanista (tra i quattro a scelta) e con l'incarico di ripagare i suoi debiti da schiavo tramite le vincite negli incontri.
Nelle arene, il giocatore può preparare il suo glatiatore tramite il giusto equipaggiamento e il suo set di attacchi, e scegliere a quali incontri partecipare. Durante l'incontro, è possibile attaccare gli altri gladiatori armati o disarmati, e persino disarmarne armi e armature per poi impossessarsene. Alcuni incontri prevedono anche battaglie navali, incursioni negli accampamenti o combattimenti contro bestie feroci come tigri ed elefanti. Ad ogni vittoria, il giocatore otterrà AP coi quali migliorare i propri attributi.
La levetta analogica muove il personaggio, i tasti Quadrato e Cerchio consentono di attaccare a sinistra e a destra rispettivamente, il tasto Triangolo per un attacco alla testa e il tasto Croce per un colpo basso. Le freccette del D-Pad servono per equipaggiare e rimuovere armi e armature lasciate sul terreno. È anche possibile assegnare abilità speciali ai tasti desiderati.
Il gioco dispone di varie difficoltà di gioco, la più alta delle quali è la Despair Mode, dove il giocatore deve finire il gioco entro il tempo limite ed evitare la morte, in modo da non incappare in un Game Over, oltre che di una modalità New Game+, sbloccabile completando la campagna principale e che permette al giocatore di conservare tutti gli equipaggiamenti ottenuti finora.

## Accoglienza
| Testata                          | Giudizio |
| -------------------------------- | -------- |
| Metacritic (media al 30-01-2020) | 59/100   |
| Destructoid                      | 5.5/10   |
| Famitsū                          | 31/40    |
| GameSpot                         | 6/10     |
| IGN                              | 6.5/10   |
| Joystiq                          | [ 6 ]    |
| OPM (UK)                         | 5/10     |
| Play                             | 52%      |
| PSM                              | 5/10     |

Il gioco ha avuto un'accoglienza mista stando alle recensioni aggregate sul sito web Metacritic. Famitsū lo ha votato con un 31 su 40.